# Skagboys
Skagboys è un romanzo di Irvine Welsh del 2012, prequel del celebre romanzo Trainspotting del 1993 e del seguito Porno del 2002. Ambientato intorno alla metà degli anni ottanta, tratta il periodo in cui Mark Renton, Sick Boy, Spud e i loro soci scivolano inesorabilmente nel baratro dell'eroina. 
"Per me è stato amore al primo buco, matrimonio alla prima fumata. Esatto, io amo la mia ero. La vita dovrebbe essere come quando sei strafatto." È questa la filosofia degli skagboys, i tossici scozzesi resi famosi da Trainspotting.

## Edizioni
- Irvine Welsh, Skagboys, traduzione di Massimo Bocchiola, collana Narratori della Fenice, Guanda, 2012,  pp. 618 p., ISBN 978-88-6088-835-8.